# Encuentros con entidades (DVD)
DVD con videoclips de todas las canciones incluidas en el CD de Los Planetas "Encuentros con entidades".

## Tracklisting
1. San Juan de la Cruz
2. Corrientes circulares en el tiempo
3. El artista madridista
4. Mis problemas con la justicia
5. Mil millones de veces
6. Temporalmente
7. Pesadilla en el parque de atracciones
8. Dulces Sueños
9. El espíritu de la Navidad
10. Nosotros somos los zíngaros

Las canciones están mezcladas en sonido estéreo y 5.1.
Algunas de los videos también se editaron en DVD complementado los singles extraídos del álbum, destacando la toma de sonido alternativa de la versión de El espíritu de la Navidad disponible en dicho single.